# Erzurum (district)
Erzurum (Koerdisch: Erzîrom) is een Turks district in de provincie Erzurum en telt 348.156 inwoners (2007). Het district heeft een oppervlakte van 1340,3 km². Hoofdplaats is Erzurum.
De bevolkingsontwikkeling van het district is weergegeven in onderstaande tabel.
| 1997    | 2000    | 2007    |
| ------- | ------- | ------- |
| 325.902 | 389.619 | 348.156 |